# Петропавловская церковь (Кашин)
Церковь Святых Апостолов Петра и Павла — православный храм в городе Кашине Тверской области. Построен в 1782 году. Принадлежит Клобукову монастырю и является подворьем этого монастыря (для свободного посещения закрыта).

## История
Впервые упоминается в писцовых книгах 1621 года. В летописи 1709 года о ней сообщается как о деревянной церкви. Первоначально деревянная церковь Петра и Павла стояла на берегу реки Кашинки, где неоднократно подтапливалась в половодье. Поэтому в 1780—1782 годах храм перенесли на тогдашнюю базарную площадь, где построили его уже из камня.
В советское время, когда все остальные кашинские церкви были закрыты, храм Петра и Павла оставался единственным действующим в Кашине, этом некогда крупном православном паломническом центре. В 1934 году сняты колокола и разобран иконостас. В конце 1940 года из-за смерти священника были прекращены богослужения. В 1942 году было начато восстановление внутреннего убранства церкви и возобновились богослужения.
В 1986 году при грозе разрушена колокольня. Храм закрыт на реставрацию и вновь открыт.
В этом храме в 2008 году отпевали теле- и радиоведущего Геннадия Бачинского, который венчался в этой же церкви и жертвовал свои деньги Клобукову монастырю. После 2008 года храм бездействует из-за опасности разрушения. Богослужения проводятся только в престольные праздники. Снят шпиль с колокольни.

## Известные настоятели
- Протоиерей Василий Изюмский (с 1971 по 1979 год)[1]
- Протоиерей Евгений Алексеев (по 2008 год)[2]. Ныне служит в Вознесенском Оршине женском монастыре.